# برگولتزل
برگولتزل (به فرانسوی: Bergholtzzell) یک کمون در فرانسه است که در او-رن واقع شده‌است. برگولتزل ۲٫۲۹ کیلومتر مربع مساحت دارد ۲۶۰ متر بالاتر از سطح دریا واقع شده‌است.